# Ribnitz-Damgarten
Ribnitz-Damgarten es un municipio situado del distrito de Pomerania Occidental-Rügen, en el estado federado de Mecklemburgo-Pomerania Occidental (Alemania), a una altitud de 5 metros. Su población a finales de 2016 era de 15 000 habs. y su densidad poblacional, 120 hab/km².
En 1323, el príncipe Enrique II de Mecklemburgo y su esposa Ana de Sajonia-Wittenberg fundaron el monasterio de las clarisas en Ribnitz.